# コンスタンティン・イワノフ
コンスタンティン・コンスタンティノヴィチ・イワノフ（ロシア語: Константи́н Константи́нович Ивано́в; 英語: Konstantin Konstantinovich Ivanov、1907年5月21日（ユリウス暦5月8日）エフレーモフ（トゥーラ県） - 1984年4月15日 モスクワ）はソビエト連邦の指揮者、作曲家。

## 概要
1907年、トゥーラ県エフレーモフで生まれた。1920年に父が没した後、赤軍で教育を受ける。そこでトランペットを習得し、数年間、軍楽隊に勤務する。1929年からモスクワ音楽院で学び、指揮法をレオ・ギンズブルクに師事した。在学中の1935年から卒業の1937年まで赤軍中央劇場の指揮者を、卒業後は同音楽院付属のオペラ・スタジオで指揮者助手を務めた。
1938年の全ソビエト連邦指揮者コンクールで第3位に入賞し、同年、ソヴィエト国立交響楽団指揮者助手となる。1939年から1941年までモスクワ・スタニスラフスキー＝ネミローヴィチ－ダンチェンコ音楽劇場、1941年から1946年までモスクワ放送交響楽団の指揮者として活動、1946年にナタン・ラフリンの後を受けてソヴィエト国立交響楽団の首席指揮者となり、1965年までのおよそ20年間在任した。この間、イワノフ指揮の下、オーケストラは精力的に活動し、ソ連国内の各共和国、ヴォルガ川沿岸の各都市、ウラル、シベリア、極東地方への演奏旅行を行っている。ソ連国外へのツアーも1956年のポーランドを皮切りに始められ、数多くの国へ演奏旅行に出かけている。
イワノフは指揮活動と並行して作曲活動も行っており、代表作には『ガガーリンの思い出に捧げる交響曲』、交響詩『火の年』、コントラバス協奏曲などがある。メロディアに自作を含めた数多くの録音を残している。

## 受賞
- 1949年：スターリン賞受賞者（第2席）
- 1958年：ソ連人民芸術家